# Кубок Південної Кореї з футболу 2018
Кубок Південної Кореї з футболу 2018 — 23-й розіграш головного кубкового футбольного турніру у Південній Кореї. Титул володаря кубка вперше здобув Тегу.

## Календар
| Раунд        | Дата                       | Матчі | Клуби   |
| ------------ | -------------------------- | ----- | ------- |
| Перший раунд | 9-11 березня 2018          | 17    | 85 → 68 |
| Другий раунд | 14-18 березня 2018         | 17    | 68 → 51 |
| Третій раунд | 28 березня - 4 квітня 2018 | 19    | 51 → 32 |
| 1/16 фіналу  | 25 липня 2018              | 16    | 32 → 16 |
| 1/8 фіналу   | 8 серпня 2018              | 8     | 16 → 8  |
| 1/4 фіналу   | 3-17 жовтня 2018           | 4     | 8 → 4   |
| 1/2 фіналу   | 31 жовтня 2018             | 2     | 4 → 2   |
| Фінал        | 5/8 грудня 2018            | 2     | 2 → 1   |

## 1/16 фіналу
| Команда 1                      | Рахунок      | Команда 2              |
| ------------------------------ | ------------ | ---------------------- |
| 25 липня 2018                  |              |                        |
| Пусан Транспорт Корпорейшн (3) | 1:3          | Чонбук Хьонде Моторс   |
| Пусан Ай Парк (2)              | 3:2 дч       | Кьонджу Сітізен (4)    |
| Чхунчхон (4)                   | 2:1          | Теджон Korail (3)      |
| Каннин Сіті (3)                | 1:2 дч       | Чхонан Сіті (3)        |
| Анян (2)                       | 1:2 дч       | Мокпхо Сіті (3)        |
| Ансан Грінерс (2)              | 0:1 дч       | Ансан Мугунгва (2)     |
| Кьоннам                        | 0:0 пен. 1:3 | Сеул                   |
| Інчхон Юнайтед                 | 2:0          | Пхочхон (4)            |
| Ульсан Хьонде                  | 1:0          | Сувон (2)              |
| Пхохан Стілерс                 | 0:1          | Чоннам Дрегонз         |
| Кімпхо Сітізен (4)             | 1:6          | Сувон Самсунг Блювінгз |
| Тегу                           | 4:1          | Університет Йонин (У)  |
| Янпхйон (4)                    | 2:2 пен. 4:2 | Санджу Санму           |
| Кімхе Сіті (3)                 | 2:1          | Канвон                 |
| Чеджу Юнайтед                  | 4:1          | Університет Корея (У)  |
| Кьонджу КГНП (3)               | 1:0 дч       | Соннам (2)             |

## 1/8 фіналу
| Команда 1          | Рахунок | Команда 2              |
| ------------------ | ------- | ---------------------- |
| 8 серпня 2018      |         |                        |
| Ансан Мугунгва (2) | 2:1     | Чонбук Хьонде Моторс   |
| Пусан Ай Парк (2)  | 0:2     | Ульсан Хьонде          |
| Інчхон Юнайтед     | 1:2     | Мокпхо Сіті (3)        |
| Чоннам Дрегонз     | 2:1     | Чхунчхон (4)           |
| Чхонан Сіті (3)    | 2:4 дч  | Сувон Самсунг Блювінгз |
| Тегу               | 8:0     | Янпхйон (4)            |
| Кімхе Сіті (3)     | 1:0     | Кьонджу КГНП (3)       |
| Сеул               | 1:2     | Чеджу Юнайтед          |

## 1/4 фіналу
| Команда 1              | Рахунок      | Команда 2          |
| ---------------------- | ------------ | ------------------ |
| 3 жовтня 2018          |              |                    |
| Чоннам Дрегонз         | 1:1 пен. 4:2 | Ансан Мугунгва (2) |
| Мокпхо Сіті (3)        | 1:2          | Тегу               |
| Ульсан Хьонде          | 2:0          | Кімхе Сіті (3)     |
| 17 жовтня 2018         |              |                    |
| Сувон Самсунг Блювінгз | 2:2 пен. 2:1 | Чеджу Юнайтед      |

## 1/2 фіналу
| Команда 1      | Рахунок | Команда 2              |
| -------------- | ------- | ---------------------- |
| 31 жовтня 2018 |         |                        |
| Чоннам Дрегонз | 1:2     | Тегу                   |
| Ульсан Хьонде  | 2:1     | Сувон Самсунг Блювінгз |

## Фінал
| Команда 1       | Заг. | Команда 2 | 1-й матч | 2-й матч |
| --------------- | ---- | --------- | -------- | -------- |
| 5/8 грудня 2018 |      |           |          |          |
| Ульсан Хьонде   | 1:5  | Тегу      | 1:2      | 0:3      |

### Перший матч
| 5 грудня 2018 12:30 (EEST) |

| Ульсан Хьонде  | 1:2      | Тегу                  |
| -------------- | -------- | --------------------- |
| Хван Іл Су 50' | Протокол | Сезінья 51' Едгар 88' |

| Ульсан Мунсу Футбол Стедіум, Ульсан Глядачів: 12 702 Арбітр: Лі Тон Чон |

### Повторний матч
| 8 грудня 2018 6:30 (EEST) |

| Тегу                                 | 3:0      | Ульсан Хьонде |
| ------------------------------------ | -------- | ------------- |
| Кім Де Вон 59' Сезінья 76' Едгар 88' | Протокол |               |

| Тегу Стедіум, Тегу Глядачів: 18 351 Арбітр: Ко Хйон Чин |